# シルヴィア (スウェーデン王妃)
シルヴィア王妃（スウェーデン語: Drottning Silvia, 1943年12月23日 - ）は、スウェーデン国王カール16世グスタフの王妃。結婚前の姓名はジルフィア・レナーテ・ゾマラート（ドイツ語: Silvia Renate Sommerlath）。

## 経歴
ハイデルベルクでドイツ人ビジネスマンのヴァルター・ゾマラートとブラジル人アリセ・ソアレスの第4子として生まれる。3人の兄たちがいる。1947年から10年間、母の故郷サンパウロで育つ。
1972年、ミュンヘン・オリンピックでグスタフ国王担当のコンパニオンをつとめたのがきっかけで知り合い交際を開始、1976年3月12日に婚約を発表した。発表当時は、インスブルックオリンピックのコンパニオンを務めており話題となった。婚約から3か月後の1976年6月19日に結婚。結婚式前夜にはABBAが記念として「ダンシング・クイーン」を歌った。
国王との間に、ヴィクトリア、カール・フィリップ、マデレーンの一男二女をもうける。初めはドイツ人ということでスウェーデン国民の間に拒否反応もあったが、率直で明るい人柄で人気を高めた。
スウェーデン語・ドイツ語・フランス語・スペイン語・ポルトガル語・英語が流暢に話せる。また、手話も会得している。
非常にチャリティー活動に熱心で、スウェーデン国内で数多くのろう文化支援を含む福祉団体の後援をし活動している（手話の会得もそのため）。1999年に世界子供基金を設立。少女時代にサンパウロのスラムを見た経験から、児童福祉、特に児童ポルノ禁止の熱心な活動家である。実際にポルノビデオまで観たといい、「あんな吐き気のするものを観たのは初めて、許せない」と発言した。インターネットサービスプロバイダによるブロッキングに賛成し、2012年6月2日の「第3回児童の性的搾取に反対する世界会議（2008年リオ会議）」で日本にも導入を勧めた。他に母アリセが認知症を発症した経験から認知症の老人施設支援を、夫カール・グスタフ国王がディスレクシアだったことからディスレクシアの障害者支援をそれぞれ行っているが、「夫には私の助けはいらないわ。自分でなんでもするから」と言っている。

## 父ヴァルターを巡って
婚約当時から、父ヴァルターが戦時中にナチス党員であったことが一部のユダヤ系の人々に問題視された。彼は自分の過去について公式に発言することなく1990年に死去している。スウェーデン王室報道官は、「ヴァルター氏は王室の一員ではないので、ノーコメントです」と問題に関係しない姿勢をとった。

## 子女
- ヴィクトリア・イングリッド・アリス・デジレ（1977年 - ）
- カール・フィリップ・エドムント・ベルティル（1979年 - ）
- マデレーン・テレーズ・アメーリエ・ジョゼフィーネ（1982年 - ）